# Anders Ahlgren
Anders Ahlgren (n. 12 februarie 1888, Malmö, Malmöhus⁠(d), Suedia – d. 27 decembrie 1976, Malmö, Malmöhus⁠(d), Suedia) a fost un luptător ce a reprezentat Suedia, medaliat olimpic. A participat la o ediție a Jocurilor Olimpice (1912) în care a câștigat o medalie de argint.